# Сухов, Василий Владимирович
Васи́лий Влади́мирович Су́хов (18 мая 1949, Ленинград, СССР — 13 января 2023, Санкт-Петербург, Россия) — советский, российский художник. Заслуженный художник Российской Федерации, профессор Санкт-Петербургского Государственного университета промышленных технологий и дизайна.

## Биография
Родился 18 мая 1949 года в Ленинграде. Окончил среднюю художественную школу им. Б. В. Иогансона в 1967 году, ЛИЖСА им. И. Е. Репина в 1973 году по мастерской монументальной живописи под руководством А. А. Мыльникова. Член Союза художников с 1975 года. В 1976—1979 гг. стажировался в творческой мастерской монументальной живописи АХ СССР под руководством А. А. Мыльникова.
Удостоен дипломов министерства культуры РСФСР, Союза художников РСФСР и СССР, Российской Академии художеств.
Участник ряда всесоюзных, республиканских, международных, а также персональных выставок.
Преподавал в Санкт-Петербургском Государственном университете промышленных технологий и дизайна. Заведующий кафедрой рисунка и живописи в 2002—2014 гг. и кафедрой монументального искусства в 2014—2017 гг.
Скончался в Санкт-Петербурге 13 января 2023 года. Похоронен на Смоленском православном кладбище в Санкт-Петербурге.
Произведения В. В. Сухова находятся в частных, муниципальных и государственных коллекциях в России и за рубежом.

## Творчество

### Монументальное искусство
В составе творческой мастерской «Группа ФоРУС» (совместно с С. Н. Репиным, Н. П. Фоминым и И. Г. Ураловым) участвовал в создании ряда произведений монументального искусства Санкт-Петербурга: мозаики станций Петербургского метрополитена «Достоевская», «Озерки», «Улица Дыбенко», «Крестовский остров», цикл мозаик для Российской Национальной библиотеки, живописные произведения для отелей «Астория», «Европа», «Санкт-Петербург», «Невский Палас», мемориал «Павшим» в г. Зеленогорске, а также работы для ряда храмов Санкт-Петербурга и других городов России. Участвовал в воссоздании живописного убранства Храма Христа Спасителя в Москве.

### Живопись
Среди живописных произведений В. В. Сухова: «У окна» (1975), «Осенний сад» (1979), «Сельский пейзаж» (1986), «Июльская ночь» (1987), «Осень на озере» (1988), «Конец ноября», «Начало октября», «Осень в деревне Власково», «Сенокос» (1989), «Пастораль» (1991), «Летнее утро», «Пейзаж со старой липой» (1992), «Гроза» (1993), «Весеннее утро», «Вечерний пейзаж», «Осеннее утро», «Пейзаж с сороками» (1995), «Мокрый снег», «Рыбаки», «Сенокосная страда» (1996), «Жатва», «Сентябрьское утро» (1999), «Сенокос» (2001), «Осенний вечер», «Тихо падал снег» (2003), «Начало осени», «Пасмурный осенний день» (2004). 
Станковой живописи В. В. Сухова присущи поэтичность, тонкое чувство цвета и эмоциональность. О своём творчестве художник высказывался так: «…Жизнь во всех её проявлениях, русская природа, лишённая внешних эффектов — это то, что я люблю и что стараюсь выразить по мере сил…»